# Zeneletöltés
A zeneletöltés zenei anyagok átvitele egy internetkapcsolatban álló számítógépről vagy weboldalról a felhasználó saját gépére. A zeneletöltés kifejezés használatos a legális és az engedély nélküli illegális letöltésekre egyaránt.
Számos népszerű online zenebolt van napjainkban, amelyek digitális formában letölthető kislemezekkel és albumokkal foglalkoznak, ilyenek az 
iTunes Store, Amazon MP3, fairsharemusic, eMusic, Google Play, Kazaa, Nokia Music Store, Tune App, TuneTribe, Zune Marketplace. A fizetett letöltések időnként DRM kódolással vannak ellátva, melyek tiltják a zenei anyagok másolását illetve egyes lejátszókon való lejátszását. Ezek szinte mindig valamilyen kodekkel vannak tömörítve (MPEG-1 Layer 3, Windows Media, AAC), amely csökkentik a fájl méretét és a sávszélességi követelményeket. Ez azonban valamilyen szintű minőségromlást okoz a CD-minőséghez képest és egyes programokkal és készülékekkel kompatibilitási problémák is felléphetnek. A nem tömörített illetve veszteségmentesen tömörített fájlok is elérhetőek egyes oldalakon. Ezek a lehetőségek azért alakultak ki, hogy kielégítsék a vevők gyors és könnyű zeneelérési igényeit. Üzleti modelljük válasz a „digitális forradalomra” azzal, hogy legális szolgáltatásaikat igyekeznek vonzóvá tenni a felhasználók számára. Sikerét igazolhatja, hogy például az Apple Inc. iTunes Store-ja 2011 első negyedévében közel 1,4 milliárd dolláros bevételt szerzett, és 2011. október 4-ig 16 milliárd dalt adott el.

## Előadók által lehetővé tett letöltés
Némely előadóművészek lehetővé teszik dalaik letöltését hivatalos weboldalukról vagy egy online zeneboltból, gyakran egy rövid előzetes vagy egy gyengébb minőségű minta formájában. Az iTunes vásárlás előtt bármely dal előzetesének meghallgatását engedélyezi, olyan ez, mint az üzletekben belehallgatni egy-egy album dalaiba. Más előadók a weboldal részévé teszik a kislemezek és albumok megvásárlási lehetőségét. A TorrentFreak felmérése szerint a svéd művészek 38%-a támogatja a fájlletöltést és állítja azt, hogy ez segíti a karrier korai időszakát. A svéd Lamont rockegyüttes fájlmegosztással jut bevételéhez.

## A legális zeneletöltés problémái
A legális zeneletöltésnek is számos kihívással kellett megküzdenie a művészek, a kiadók és az Amerikai Hanglemezgyártók Szövetsége részéről. 2007 júliusában az Universal Music Group úgy döntött, nem hosszabbítja meg szerződését az iTunesszal. Ennek oka a letöltési árak voltak, mert az Universal eltérő árat kért volna a dalokért az előadóművész személyétől függően, az iTunes pedig egységes 99 cent/dal áron üzemelt. Több ipari vezető is úgy érzi, hogy ez csak első a sok összekülönbözés az Apple Inc. és az egyes kiadók között.